# Mieczysław Jackiewicz
Mieczysław Jackiewicz (ur. 26 marca 1931 w Bokszyszkach na Wileńszczyźnie) – profesor doktor habilitowany w zakresie literaturoznawstwa polsko-litewskiego i polsko-białoruskiego, tłumacz literatury litewskiej i rosyjskiej.

## Życiorys
Mieczysław Jackiewicz w wieku czterech lat zamieszkał z rodzicami w Wilnie. W 1950 został nauczycielem w rosyjskiej szkole. Od 1951 do 1954 jako poborowy Armii Sowieckiej służył w jednostkach wojskowych na granicy ZSRS i Afganistanu. W wieku 23 lat powrócił do Wilna. Powrócił do pracy nauczyciela, najpierw w polskiej szkole w Brzozówce (Białoruska SRS), później w Mickunach koło Wilna. Równocześnie uczył się w Średniej Szkole Pedagogicznej w Trokach. W 1954 ożenił się z Ireną Boczkowską. Rok później urodziła im się córka. W listopadzie 1956 repatriował się do Polski. Po ukończeniu eksternistycznym Średniej Szkoły Pedagogicznej w Lublinie przeniósł się do Olsztynka. W latach 1958–1969 był dyrektorem tamtejszego domu dziecka. W 1966 ukończył rusycystykę na Uniwersytecie Warszawskim. Studiował również zaocznie pedagogikę. W 1969 zamieszkał w Olsztynie, gdzie został sekretarzem Stowarzyszenia Społeczno-Kulturalnego "Pojezierze" oraz wykładowcą na Wyższej Szkole Pedagogicznej w Olsztynie (następnie Uniwersytecie Warmińsko-Mazurskim). Przebywał na stażach w Moskwie, Leningradzie, Pradze, Kijowie i Mińsku. W latach 80. zaangażował się w organizowanie struktur "Solidarności" na Wydziale Humanistycznym olsztyńskiej uczelni. Został przez to zmuszony przez władze do rezygnacji z pełnionych na uczelni funkcji. W latach 1989–1998 wykładał na Uniwersytecie Adama Mickiewicza w Poznaniu. W 1997 został stażystą stypendium Jerzego Giedroycia w Paryżu. Habilitował się w 1994 na podstawie pracy Literatura polska na Litwie XVI–XX wieku. Tytuł profesora uzyskał w 1999 roku. Konsul generalny RP w Wilnie w latach 1998–2002. Od 2002 członek Polsko-Litewskiej Komisji Podręcznikowej oraz profesor emerytowany UWM. Koordynator Centrum Badań Wschodnich przy Ośrodku Badań Naukowych im. Kętrzyńskiego w Olsztynie. W ramach współpracy z Oddziałem Bydgoskim Towarzystwa Miłośników Wilna i Ziemi Wileńskiej przygotował szereg wydawnictw o charakterze encyklopedycznym poświęconych historii Wileńszczyzny, opublikowanych w ramach Encyklopedii Ziemi Wileńskiej.

## Odznaczenia
- Krzyż Kawalerski Orderu Odrodzenia Polski (1979)[2]
- Nagroda Obojga Narodów Polsko-Litewskiego Zgromadzenia Międzyparlamentarnego (2004)[2]
- Nagroda im. Biskupa Ignacego Krasickiego (2015) – za niezwykle bogaty naukowy, encyklopedyczny i literacki dorobek opisujący fenomen polskości Ziemi Wileńskiej i miasta Wilna oraz jego historyczne związki z dziejami regionu warmińsko-mazurskiego[2]
- Nagroda Prezydenta Olsztyna za całokształt pracy twórczej w dziedzinie historii (2015)[2]

## Publikacje
- Antologia poezji rosyjskiej XIX w., cz. I i II, Olsztyn : WSP, 1983–1984
- Wiecznie zielony klon. Antologia opowiadań litewskich. Olsztyn : "Pojezierze", 1989
- Wileńska Rossa. Przewodnik po cmentarzu. Olsztyn : "Książnica Polska", 1993
- Literatura polska na Litwie XVI–XX wieku, Olsztyn : Wydawnictwa WSP, 1993
- Wilno i okolice. Przewodnik, Piechowice : "Laumann-Polska", cop. 1995
- Polskie życie kulturalne w Republice Litewskiej 1919–1940 Olsztyn : Wyższa Szkoła Pedagogiczna. Wydaw., 1997
- Literatura litewska w Polsce w XIX i XX wieku, Olsztyn : Wydaw. Uniwersytetu Warmińsko-Mazurskiego, 1999.
- Polacy na Litwie 1918–2000, Słownik Biograficzny, Warszawa : "Ex Libris" – Galeria Polskiej Książki, 2002.
- Dzieje literatury litewskiej do 1917 roku, Warszawa : "Ex Libris" – Galeria Polskiej Książki, 2003.
- Wileńska encyklopedia 1939–2005, opracował Mieczysław Jackiewicz, Warszawa 2007
- Literatura Ziemi Wileńskiej Od XVI w. do 1945 r., opracował Mieczysław Jackiewicz, Bydgoszcz 2004 (Encyklopedia Ziemi Wileńskiej tom II)
- Sztuka, malarze, rzeźbiarze, graficy, fotograficy, opracował Mieczysław Jackiewicz, Bydgoszcz 2005 (Encyklopedia Ziemi Wileńskiej tom III)
- Architektura, dzieła i twórcy Od XV w. do 1945 r., opracował Mieczysław Jackiewicz, Bydgoszcz 2006 (Encyklopedia Ziemi Wileńskiej tom IV)
- Teatr i muzyka na Ziemi Wileńskiej, artyści i instytucje XVI w. do 1945 r., opracował Mieczysław Jackiewicz, Bydgoszcz 2007 (Encyklopedia Ziemi Wileńskiej tom V)
- Książka i prasa na Ziemi Wileńskiej, drukarnie, wydawnictwa, księgarnie, biblioteki, czasopisma XVI w. do 1945 r., opracował Mieczysław Jackiewicz, Bydgoszcz 2008 (Encyklopedia Ziemi Wileńskiej tom VI)
- Duchowieństwo i świątynie na Ziemi Wileńskiej Od XVI w. do 1945 r., opracował Mieczysław Jackiewicz, Bydgoszcz 2009 (Encyklopedia Ziemi Wileńskiej tom VII)
- Wojsko i żołnierz na Ziemi Wileńskiej XV w. – 1945, opracował Mieczysław Jackiewicz, Bydgoszcz 2010 (Encyklopedia Ziemi Wileńskiej tom VIII)
- Nauka i uczeni na Ziemi Wileńskiej Od XVI w. do 1945 r., opracował Mieczysław Jackiewicz, Bydgoszcz 2010 (Encyklopedia Ziemi Wileńskiej tom IX)